# Attemsia coniuncta
Attemsia coniuncta är en mångfotingart som beskrevs av Pius Strasser 1939. Attemsia coniuncta ingår i släktet Attemsia och familjen Attemsiidae. Inga underarter finns listade i Catalogue of Life.